# Metopomintho sauteri
Metopomintho sauteri är en tvåvingeart som beskrevs av Townsend 1927. Metopomintho sauteri ingår i släktet Metopomintho och familjen parasitflugor.
Artens utbredningsområde är Taiwan. Inga underarter finns listade i Catalogue of Life.